# Литовченко В'ячеслав Валерійович
В'ячеслав Валерійович Литовченко (рос. Вячеслав Валерьевич Литовченко; 7 січня 1990, м. Хабаровськ, Росія) — російський хокеїст, нападник. Виступає за «Амур» (Хабаровськ) у Континентальній хокейній лізі. 
Вихованець хокейної школи «Амур» (Хабаровськ). Виступав за «Амур» (Хабаровськ), «Єрмак» (Ангарськ), «Амурські Тигри» (Хабаровськ) (МХЛ).